# 海典軒

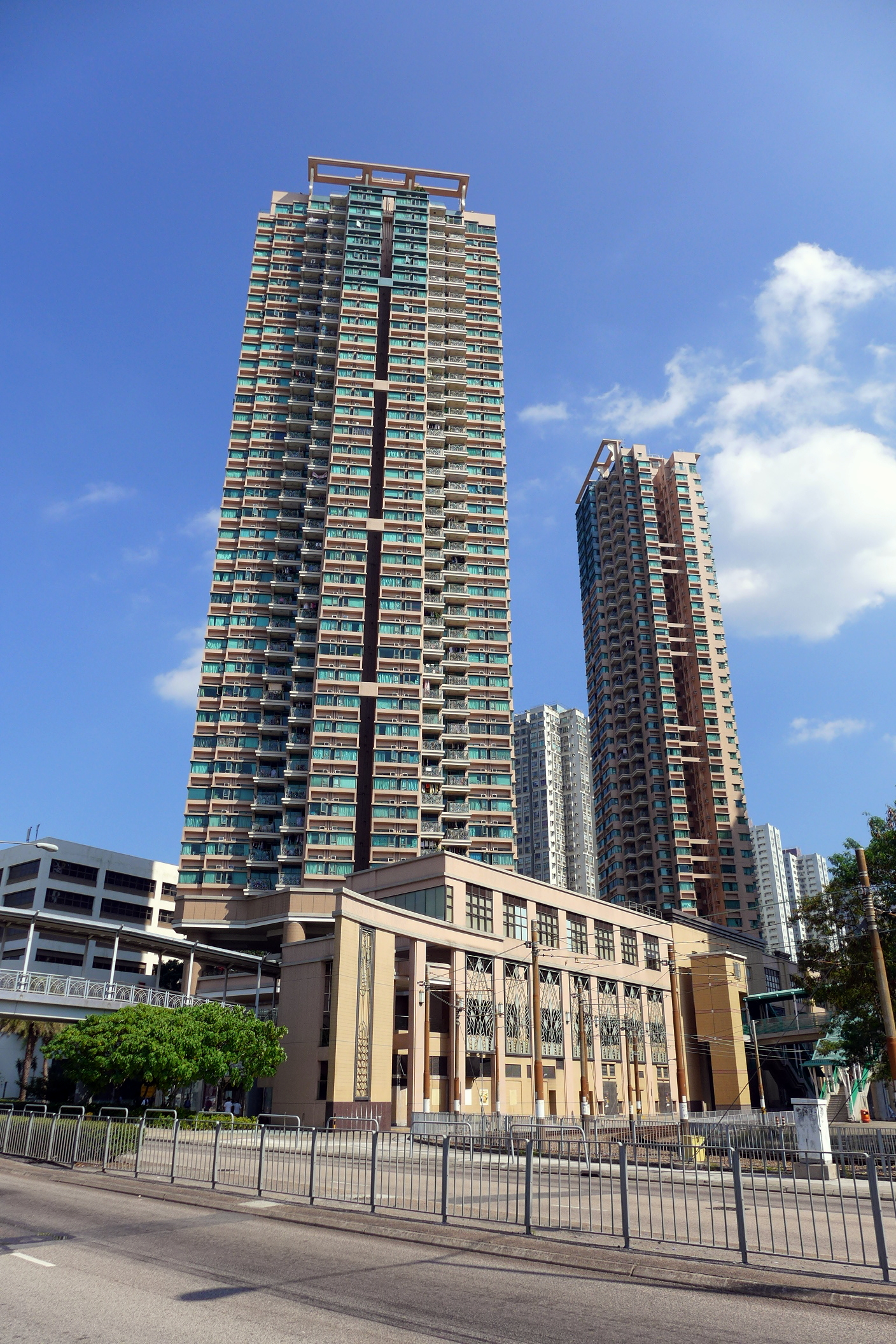
海典軒

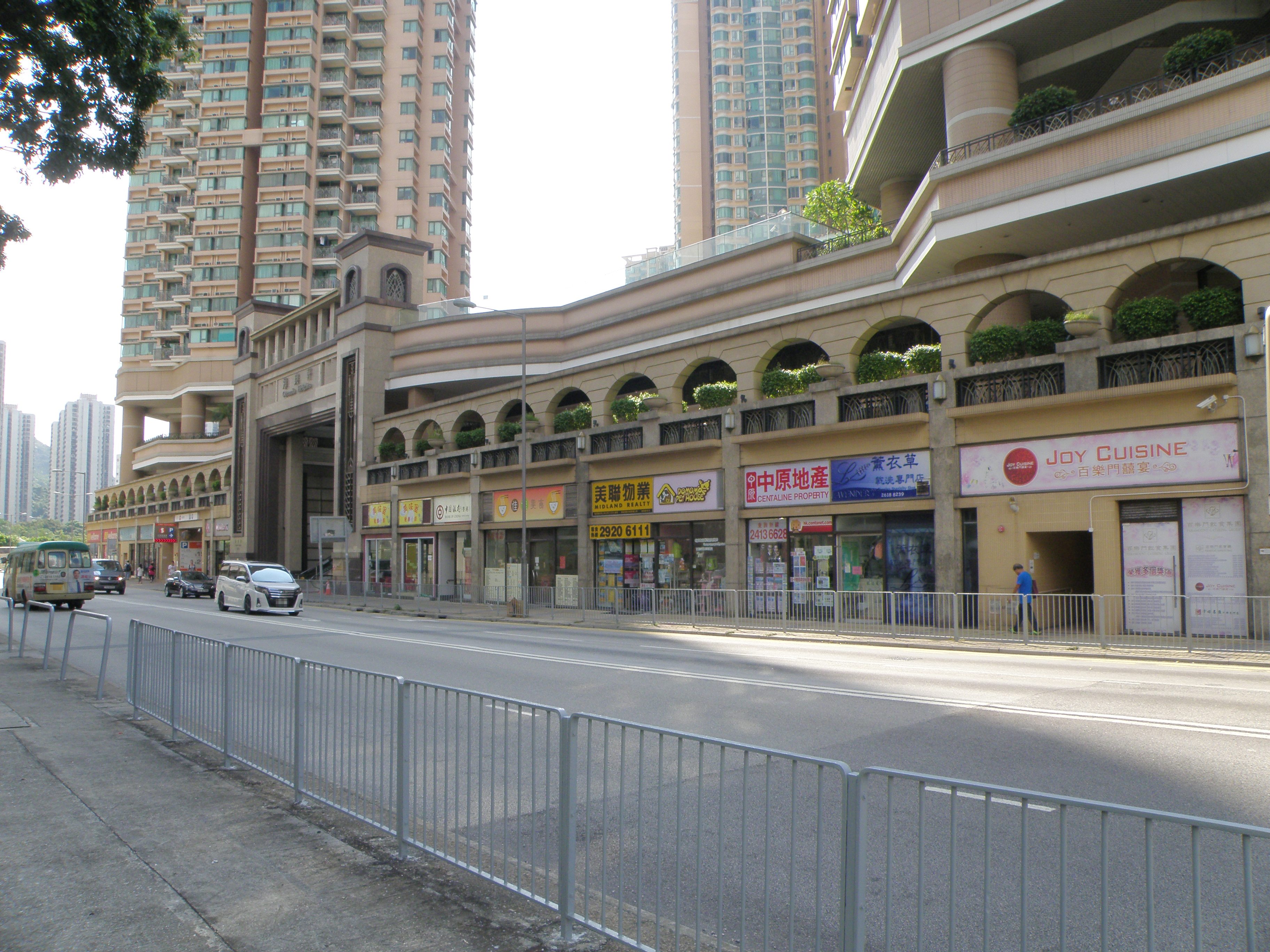
海典軒商場

海典軒（英語：Oceania Heights）位於香港屯門青山灣海珠路2號，由信和集團發展的商住項目，位處屯門青山灣畔，於2003年7月開售，2005年9月30日入伙。屋苑合共兩座，提供544個住宅單位及2個頂層特色單位，名為海典峰（Sky Oceania），每戶設有環保露台，毗鄰港鐵豐景園站及屯門游泳池。海典軒分為商場和住宅，住宅建於商場之上。示範單位設於屯門市廣場4樓平台。

## 景觀
海典軒景觀以青山灣及黃金海岸海景為主；部份單位可遠眺屯門河、大欖郊野公園及屯門市中心景色。

## 會所設施
4萬平方呎的水上白宮會所以Art Deco建築風格設計，富有南歐特色，設施包括戶外泳池、健身室、乒乓球室、桌球室、兒童遊樂場及宴會廳等; 另有7,000平方呎御花園廣場。
各座住宅均配備迅達Miconic 10智能升降機。

## 交通
海典軒鄰近屯門市中心，居民只需步行10分鐘便可到達，至於往返市區及其他地方則有以下選擇：

## 商場
海典軒購物商場，佔地40000平方呎，位於屋苑基座（一樓及二樓），開設各式各樣的商店及食肆，為居民提供日常購物，飲食及生活所需。

## 外部連結
- 海典軒官方網頁
- 海典軒資料 （页面存档备份，存于）
- 海典軒地圖
- 海典軒購物商場
- 信和集團